# Lasioglossum subterminale
Lasioglossum subterminale là một loài Hymenoptera trong họ Halictidae. Loài này được Cockerell mô tả khoa học năm 1941.